# Associação de Voleibol da Mongólia
A Associação de Voleibol da Mongólia  (em inglêsːMongolian Volleyball Association, em mongolːМонголын волейболын холбоо, MVA) é  uma organização fundada em 1957 que governa a pratica de voleibol na Mongólia, sendo membro da Federação Internacional de Voleibol e da Confederação Asiática de Voleibol, a entidade é responsável por  organizar  os campeonatos nacionais de  voleibol masculino e feminino no país.